# Liste der Kulturdenkmale in Wedel
In der Liste der Kulturdenkmale in Wedel sind alle Kulturdenkmale der schleswig-holsteinischen Stadt Wedel (Kreis Pinneberg) und ihrer Ortsteile aufgelistet (Stand: 14. April 2025).

## Legende
In den Spalten befinden sich folgende Informationen:
- Objekt-ID: die Nummer des Kulturdenkmales
- Lage: die Adresse des Kulturdenkmales und die geographischen Koordinaten. Kartenansicht, um Koordinaten zu setzen. In der Kartenansicht sind Kulturdenkmale ohne Koordinaten mit einem roten Marker dargestellt und können in der Karte gesetzt werden. Kulturdenkmale ohne Bild sind mit einem blauen Marker gekennzeichnet, Kulturdenkmale mit Bild mit einem grünen Marker.
- Offizielle Bezeichnung: Bezeichnung des Kulturdenkmales
- Beschreibung: die Beschreibung des Kulturdenkmales
- Bild: ein Bild des Kulturdenkmales

## Sachgesamtheiten
| Objekt-ID      | Lage                                                       | Offizielle Bezeichnung | Beschreibung | Bild                             |
| -------------- | ---------------------------------------------------------- | ---------------------- | --- | -------------------------------- |
| 37555 Wikidata | Kirchenstraße, Küsterstraße 4 (53° 35′ 4″ N, 9° 41′ 54″ O) | Immanuelkirche         | Aktualisierung vorgesehen - Begründung: geschichtlich, künstlerisch, städtebaulich - Schutzumfang: Immanuelkirche mit Ausstattung, Kirchhof, Grabmale bis 1870 (Kirchenstraße); Pastorat (Küsterstraße 4) | weitere Fotos \| Fotos hochladen |

## Bauliche Anlagen
| Objekt-ID      | Lage                                                        | Offizielle Bezeichnung                                     | Beschreibung | Bild                             |
| -------------- | ----------------------------------------------------------- | ---------------------------------------------------------- | --- | -------------------------------- |
| 25500          | Am Marktplatz 3 (53° 35′ 3″ N, 9° 41′ 51″ O)                | Wohnhaus und Cafe                                          | Wohnhaus mit Restauration; im Kern 1731, Anbau 1772; giebelständiger Vierständerbau, Außenmauern massiv in Backstein, Wandvertäfelung und Fliesenspiegel im Inneren - Begründung: geschichtlich, städtebaulich - Schutzumfang: Wohnhaus mit Restauration, - Denkmaltyp: Bauliche Anlage                                                                                          | Fotos hochladen                  |
| 9624 Wikidata  | Am Marktplatz 6 (53° 35′ 1″ N, 9° 41′ 52″ O)                | Wohnhaus                                                   | Alteintragung (Aktualisierung vorgesehen) - Begründung: geschichtlich, städtebaulich - Schutzumfang: Alteintragung (Aktualisierung vorgesehen) - Denkmaltyp: Bauliche Anlage | Fotos hochladen                  |
| 9625 Wikidata  | Am Marktplatz 8 (53° 35′ 1″ N, 9° 41′ 53″ O)                | Wohnhaus                                                   | Alteintragung (Aktualisierung vorgesehen) - Begründung: geschichtlich, künstlerisch, städtebaulich - Schutzumfang: Alteintragung (Aktualisierung vorgesehen) - Denkmaltyp: Bauliche Anlage | Fotos hochladen                  |
| 9586 Wikidata  | Am Marktplatz 10 (53° 35′ 1″ N, 9° 41′ 54″ O)               | Ehemaliges Wohn- und Geschäftshaus                         | Alteintragung (Aktualisierung vorgesehen) - Begründung: geschichtlich, städtebaulich - Schutzumfang: Alteintragung (Aktualisierung vorgesehen) - Denkmaltyp: Bauliche Anlage | Fotos hochladen                  |
| 3882 Wikidata  | Am Marktplatz (53° 35′ 2″ N, 9° 41′ 52″ O)                  | Denkmal Roland                                             | Der Roland entstand im Jahre 1558. Alteintragung (Aktualisierung vorgesehen) - Begründung: geschichtlich, wissenschaftlich, städtebaulich - Schutzumfang: Alteintragung (Aktualisierung vorgesehen) - Denkmaltyp: Bauliche Anlage | weitere Fotos \| Fotos hochladen |
| 35369          | Bahnhofstraße 12 (53° 34′ 49″ N, 9° 42′ 12″ O)              | Wohnhaus                                                   | Wohnhaus; 1912, Architekt Hermann Seebeck; zweigeschossiger, giebelständiger Backsteinbau mit Satteldach und dekorativen Sandsteingesimsen - Begründung: geschichtlich, städtebaulich - Schutzumfang: Wohnhaus - Denkmaltyp: Bauliche Anlage | Fotos hochladen                  |
| 21908 Wikidata | Galgenberg 25–27 (53° 34′ 18″ N, 9° 43′ 3″ O)               | Arbeiterhäuser der Siedlung Kraftwerk Schulau              | Alteintragung (Aktualisierung vorgesehen) - Begründung: geschichtlich, künstlerisch, städtebaulich - Schutzumfang: Alteintragung (Aktualisierung vorgesehen) - Denkmaltyp: Bauliche Anlage | Fotos hochladen                  |
| 21909 Wikidata | Galgenberg 29–29 (53° 34′ 20″ N, 9° 43′ 8″ O)               | Meisterhaus der Siedlung Kraftwerk Schulau                 | Alteintragung (Aktualisierung vorgesehen) - Begründung: geschichtlich, künstlerisch, städtebaulich - Schutzumfang: Alteintragung (Aktualisierung vorgesehen) - Denkmaltyp: Bauliche Anlage | Fotos hochladen                  |
| 10883 Wikidata | Goethestraße 10–30 (53° 35′ 8″ N, 9° 41′ 50″ O)             | Theodor-Johannsen-Siedlung (Goethestraße)                  | Alteintragung (Aktualisierung vorgesehen) - Begründung: geschichtlich, künstlerisch, städtebaulich - Schutzumfang: Alteintragung (Aktualisierung vorgesehen) - Denkmaltyp: Bauliche Anlage | Fotos hochladen                  |
| 3877 Wikidata  | Hafenstraße 10 (53° 34′ 25″ N, 9° 42′ 14″ O)                | Wohnhaus                                                   | Alteintragung (Aktualisierung vorgesehen) - Begründung: geschichtlich, Kulturlandschaft prägend - Schutzumfang: Alteintragung (Aktualisierung vorgesehen) - Denkmaltyp: Bauliche Anlage | Fotos hochladen                  |
| 1461 Wikidata  | Hafenstraße 21 (53° 34′ 20″ N, 9° 42′ 8″ O)                 | Ehemaliges Hotel Elbburg                                   | ehemaliges Hotel Elbburg; 1912/13; Architekt Hermann Seebeck; zweigeschossiger Backsteinbau mit Mansardwalmdach, an der Schaufassade eingeschossiger Vorbau und Mittelzwerchhaus, mit Nebengebäude und historischer Einfriedung - Begründung: geschichtlich, städtebaulich - Schutzumfang: ehem. Hotel Elbburg, Nebengebäude, Einfriedung - Denkmaltyp: Bauliche Anlage          | Fotos hochladen                  |
| 35366 Wikidata | Holmer Straße 77 (53° 35′ 36″ N, 9° 40′ 53″ O)              | Landhaus Christiansen                                      | Landhaus Christiansen; 1949/50; Architekten: Helmut Hentrich und Hans Heuser; eingeschossiger, weiß geschlämmter Backsteinbau; ausgebautes Reetdach - Begründung: geschichtlich, künstlerisch - Schutzumfang: gesamtes Objekt - Denkmaltyp: Bauliche Anlage | BW                               |
| 3878 Wikidata  | Kirchenstraße (53° 35′ 5″ N, 9° 41′ 55″ O)                  | Immanuelkirche mit Ausstattung                             | Alteintragung (Aktualisierung vorgesehen) - Begründung: geschichtlich, künstlerisch, städtebaulich - Schutzumfang: gesamtes Objekt - Denkmaltyp: Bauliche Anlage, Sachgesamtheit: Immanuelkirche | weitere Fotos \| Fotos hochladen |
| 3881 Wikidata  | Küsterstraße 4 (53° 35′ 4″ N, 9° 41′ 52″ O)                 | Pastorat                                                   | Alteintragung (Aktualisierung vorgesehen) - Begründung: geschichtlich, künstlerisch, städtebaulich - Schutzumfang: Alteintragung (Aktualisierung vorgesehen) - Denkmaltyp: Bauliche Anlage, Sachgesamtheit: Immanuelkirche | Fotos hochladen                  |
| 3879 Wikidata  | Küsterstraße 5 (53° 35′ 6″ N, 9° 41′ 51″ O)                 | Museum                                                     | Alteintragung (Aktualisierung vorgesehen) - Begründung: Alteintragung (Aktualisierung vorgesehen) - Schutzumfang: Alteintragung (Aktualisierung vorgesehen) - Denkmaltyp: Bauliche Anlage | weitere Fotos \| Fotos hochladen |
| 21910 Wikidata | Milichstraße 1–4 (53° 34′ 18″ N, 9° 43′ 3″ O)               | Arbeiterhäuser der Siedlung Kraftwerk Schulau              | Alteintragung (Aktualisierung vorgesehen) - Begründung: geschichtlich, künstlerisch, städtebaulich - Schutzumfang: Alteintragung (Aktualisierung vorgesehen) - Denkmaltyp: Bauliche Anlage | BW                               |
| 25520          | Mozartstraße 1 (53° 34′ 18″ N, 9° 42′ 36″ O)                | ehem. Hotel „Greifswalder Hof“                             | ehem. Hotel „Greifswalder Hof“; 1908, Architekt Hermann Seebeck; repräsentativer zweigeschossiger Putzbau mit Mansarddach, Seitenrisalit und Eckturm, reiche Jugendstilornamentik; Einfriedung - Begründung: geschichtlich, künstlerisch, städtebaulich - Schutzumfang: ehem. Hotel „Greifswalder Hof“, Einfriedung - Denkmaltyp: Bauliche Anlage                                | Fotos hochladen                  |
| 10884 Wikidata | Mozartstraße 4–18 (53° 34′ 19″ N, 9° 42′ 34″ O)             | Theodor-Johannsen-Siedlung (Mozartstraße)                  | Alteintragung (Aktualisierung vorgesehen) - Begründung: geschichtlich, künstlerisch, städtebaulich - Schutzumfang: Alteintragung (Aktualisierung vorgesehen) - Denkmaltyp: Bauliche Anlage | Fotos hochladen                  |
| 3880 Wikidata  | Mühlenstraße 28 (53° 34′ 56″ N, 9° 42′ 3″ O)                | Ehemaliges Brauhaus                                        | Alteintragung (Aktualisierung vorgesehen) - Begründung: geschichtlich, künstlerisch, städtebaulich - Schutzumfang: gesamtes Objekt - Denkmaltyp: Bauliche Anlage | weitere Fotos \| Fotos hochladen |
| 39852          | Pinneberger Straße 9 (53° 35′ 3″ N, 9° 42′ 0″ O)            | ehem. Spritzenhaus                                         | ehem. Spritzenhaus; 1890, Architekt August Ohle; zweigeschossiger Ziegelbau mit flacher Sattelbedachung, nördlicher eingeschossiger Ziegelanbau, mittig vorspringender Trockenturm mit Pyramidendach - Begründung: geschichtlich, städtebaulich, technisch - Schutzumfang: ehem. Spritzenhaus, - Denkmaltyp: Bauliche Anlage                                                     | BW                               |
| 55306          | Planckstraße 7 (53° 35′ 45″ N, 9° 43′ 48″ O)                | Wohnhaus                                                   | Wohnhaus; 1973/74, Architekt Volker Jürgensen; giebelständiger, eingeschossiger Beton-Kalksandsteinbau mit ausgebautem Dachgeschoss unter schiefergedecktem Satteldach, große Fensterflächen, angeschlossener Garagenbau; Gartenanlage - Begründung: geschichtlich, künstlerisch, städtebaulich - Schutzumfang: Wohnhaus, Garten - Denkmaltyp: Bauliche Anlage                   | BW                               |
| 25045          | Rathausplatz 3 - 5 (53° 34′ 51″ N, 9° 42′ 17″ O)            | Altes Rathaus                                              | Rathaus; 1936–37; Architekten: Hermann Pikull, Walter Breckwoldt; zweigeschossiger Backsteinbau mit Seitenrisaliten, die Schaufassade zum Rathausplatz mit schlichtem Stützenportikus, Altan und Staffelgiebel; umfangreiche bauzeitliche Innenausstattung - Begründung: geschichtlich, künstlerisch, städtebaulich - Schutzumfang: Altes Rathaus, - Denkmaltyp: Bauliche Anlage | Fotos hochladen                  |
| 3883 Wikidata  | Schauenburgerstraße 4 (53° 35′ 11″ N, 9° 41′ 35″ O)         | Reepschlägerhaus                                           | Alteintragung (Aktualisierung vorgesehen) - Begründung: geschichtlich, künstlerisch, städtebaulich - Schutzumfang: gesamtes Objekt - Denkmaltyp: Bauliche Anlage | weitere Fotos \| Fotos hochladen |
| 12863 Wikidata | Schloßkamp 31 (53° 34′ 23″ N, 9° 42′ 0″ O)                  | Villa Ladiges                                              | Alteintragung (Aktualisierung vorgesehen) - Begründung: geschichtlich, künstlerisch, städtebaulich - Schutzumfang: Alteintragung (Aktualisierung vorgesehen) - Denkmaltyp: Bauliche Anlage | Fotos hochladen                  |
| 3884 Wikidata  | Spitzerdorfstraße 6 (53° 34′ 38″ N, 9° 42′ 15″ O)           | Wohnhaus (Hirtenhaus)                                      | Alteintragung (Aktualisierung vorgesehen) - Begründung: geschichtlich, städtebaulich - Schutzumfang: gesamtes Äußeres - Denkmaltyp: Bauliche Anlage | Fotos hochladen                  |
| 10885 Wikidata | Theodor-Johannsen-Straße 1–3 (53° 34′ 25″ N, 9° 42′ 28″ O)  | Theodor-Johannsen-Siedlung (Theodor-Johannsen-Straße 1–3)  | Alteintragung (Aktualisierung vorgesehen) - Begründung: geschichtlich, künstlerisch, städtebaulich - Schutzumfang: Alteintragung (Aktualisierung vorgesehen) - Denkmaltyp: Bauliche Anlage | Fotos hochladen                  |
| 10886 Wikidata | Theodor-Johannsen-Straße 2–22 (53° 34′ 25″ N, 9° 42′ 26″ O) | Theodor-Johannsen-Siedlung (Theodor-Johannsen-Straße 2–22) | Alteintragung (Aktualisierung vorgesehen) - Begründung: geschichtlich, künstlerisch, städtebaulich - Schutzumfang: Alteintragung (Aktualisierung vorgesehen) - Denkmaltyp: Bauliche Anlage | Fotos hochladen                  |
| 21247 Wikidata | Tinsdaler Weg 146 (53° 34′ 1″ N, 9° 43′ 29″ O)              | Kraftwerk Turbinenhalle                                    | Alteintragung (Aktualisierung vorgesehen) - Begründung: geschichtlich, künstlerisch, städtebaulich - Schutzumfang: Alteintragung (Aktualisierung vorgesehen) - Denkmaltyp: Bauliche Anlage | BW                               |
| 21248 Wikidata | Tinsdaler Weg 146 (53° 33′ 59″ N, 9° 43′ 25″ O)             | vier Trafokammern                                          | Alteintragung (Aktualisierung vorgesehen) - Begründung: Alteintragung (Aktualisierung vorgesehen) - Schutzumfang: Alteintragung (Aktualisierung vorgesehen) - Denkmaltyp: Bauliche Anlage | BW                               |
| 21249 Wikidata | Tinsdaler Weg 146 (53° 34′ 9″ N, 9° 43′ 25″ O)              | vier Portalmasten                                          | Alteintragung (Aktualisierung vorgesehen) - Begründung: Alteintragung (Aktualisierung vorgesehen) - Schutzumfang: Alteintragung (Aktualisierung vorgesehen) - Denkmaltyp: Bauliche Anlage | Fotos hochladen                  |

## Gründenkmale
| Objekt-ID      | Lage                                              | Offizielle Bezeichnung | Beschreibung | Bild                             |
| -------------- | ------------------------------------------------- | ---------------------- | --- | -------------------------------- |
| 39835          | Bei der Doppeleiche (53° 34′ 27″ N, 9° 42′ 20″ O) | Doppeleiche            | Doppeleiche mit Gedenkstein; 1898, 1908, schleswig-holsteinische Doppeleiche, davor Feldstein mit Inschrift - Begründung: geschichtlich, städtebaulich, Kulturlandschaft prägend - Schutzumfang: Doppeleiche, Gedenkstein - Denkmaltyp: Gründenkmal | weitere Fotos \| Fotos hochladen |
| 19786 Wikidata | Kirchenstraße (53° 35′ 4″ N, 9° 41′ 55″ O)        | Kirchhof               | Alteintragung (Aktualisierung vorgesehen) - Begründung: geschichtlich, städtebaulich - Schutzumfang: Kirchhof, Grabmale bis 1870 - Denkmaltyp: Gründenkmal, Sachgesamtheit: Immanuelkirche                                                          | BW                               |

## Unbewegliche archäologische Kulturdenkmale
Gemäß der Landesverordnung über die Denkmallisten für Kulturdenkmale:
1. Hatzburg, Turmhügelburg (Motte)
2. Vorgeschichtlicher Grabhügel, Seemoorweg

## Ehemalige Kulturdenkmale
Bis zum Inkrafttreten der Neufassung des schleswig-holsteinischen Denkmalschutzgesetzes am 30. Januar 2015 waren in der Stadt Wedel nachfolgend aufgeführte Objekte als Kulturdenkmale gemäß §1 des alten Denkmalschutzgesetzes (DSchG SH 1996) geschützt:
| Objekt-ID | Lage                                                   | Offizielle Bezeichnung                | Beschreibung                                                                     | Bild            |
| --------- | ------------------------------------------------------ | ------------------------------------- | -------------------------------------------------------------------------------- | --------------- |
|           | Am Marktplatz 1 (53° 35′ 1″ N, 9° 41′ 49″ O)           | Wohnhaus                              | in der zweiten Hälfte der 2010er Jahre abgerissen und durch einen Neubau ersetzt | Fotos hochladen |
|           | Bahnhofstraße 12 (53° 34′ 49″ N, 9° 42′ 12″ O)         | Remise                                | Remise, das dazugehörige Wohnhaus ist weiterhin denkmalgeschützt                 | BW              |
|           | Gärtnerstraße 19 (53° 35′ 12″ N, 9° 41′ 49″ O)         | Wohnhaus                              |                                                                                  | BW              |
|           | Heringsgang 1 (53° 34′ 58″ N, 9° 42′ 1″ O)             | Wohnhaus                              |                                                                                  | Fotos hochladen |
|           | Heringsgang 2 (53° 34′ 57″ N, 9° 42′ 1″ O)             | Wohnhaus                              |                                                                                  | Fotos hochladen |
|           | Heringsgang 3 (53° 34′ 57″ N, 9° 42′ 1″ O)             | Wohnhaus                              |                                                                                  | Fotos hochladen |
|           | Heringsgang 4 (53° 34′ 57″ N, 9° 42′ 0″ O)             | Wohnhaus                              |                                                                                  | Fotos hochladen |
|           | Heringsgang 6a (53° 34′ 57″ N, 9° 42′ 0″ O)            | Wohnhaus                              |                                                                                  | Fotos hochladen |
|           | Hinter der Kirche 1 (53° 35′ 7″ N, 9° 41′ 51″ O)       | Wohnhaus                              |                                                                                  | Fotos hochladen |
|           | Mühlenstraße 30–32 (53° 34′ 54″ N, 9° 42′ 5″ O)        | Wassermühle                           |                                                                                  | Fotos hochladen |
|           | Mühlenstraße 35 (53° 34′ 54″ N, 9° 42′ 11″ O)          | Villa                                 |                                                                                  | Fotos hochladen |
|           | Pinneberger Straße 1 (53° 35′ 2″ N, 9° 41′ 57″ O)      | Wohnhaus                              |                                                                                  | Fotos hochladen |
|           | Rolandstraße (53° 35′ 5″ N, 9° 41′ 36″ O)              | Friedhofstor                          |                                                                                  | Fotos hochladen |
|           | Rollberg 2 (53° 34′ 26″ N, 9° 42′ 21″ O)               | Wohnhaus mit Laden                    |                                                                                  | Fotos hochladen |
|           | Rosengarten 35 (53° 34′ 56″ N, 9° 42′ 39″ O)           | Mühle Rosengarten                     |                                                                                  | Fotos hochladen |
|           | Rudolf-Höckner-Straße 6 (53° 35′ 3″ N, 9° 41′ 38″ O)   | Wohnhaus (DRK)                        |                                                                                  | BW              |
|           | Schauenburgerstraße 9 (53° 35′ 12″ N, 9° 41′ 30″ O)    | Wohn- und Wirtschaftsgebäude          |                                                                                  | BW              |
|           | Schulstraße 13 (53° 34′ 57″ N, 9° 41′ 54″ O)           | Villa                                 |                                                                                  | Fotos hochladen |
|           | Spitzerdorfstraße (53° 34′ 37″ N, 9° 42′ 16″ O)        | Kopfsteinpflasterstraße               |                                                                                  | BW              |
|           | Steinberg 4 (53° 35′ 17″ N, 9° 41′ 54″ O)              | Villa                                 |                                                                                  | BW              |
|           | Theodor-Johannsen-Straße (53° 34′ 22″ N, 9° 42′ 29″ O) | Grünanlage Theodor-Johannsen-Siedlung |                                                                                  | Fotos hochladen |
|           | Wiede 2 (53° 35′ 13″ N, 9° 42′ 10″ O)                  | Wohnhaus                              |                                                                                  | BW              |
|           | Wiede 6 (53° 35′ 14″ N, 9° 42′ 12″ O)                  | Wohnhaus                              |                                                                                  | BW              |

## Quelle
- Liste der Kulturdenkmale in Schleswig-Holstein – Kreis Pinneberg (PDF)
- Denkmalliste unbeweglicher archäologischer Kulturdenkmale Pinneberg. (PDF) In: Archäologisches Landesamt Schleswig-Holstein, alsh. 13. Dezember 2022.